# تروبيكو 3
تروبيكو 3 (بالإنجليزية: Tropico 3)‏ هي لعبة فيديو طورتها شركة الألعاب هيميمونت للألعاب (Haemimont Games) والتي نشرتها شركة كلبسو ميديا (Kalypso Media) . مثل الاصدارات السابقة للّعبة ، تروبيكو 3 هي لعبة محاكات للبناء والتسيير بالإضافة إلى كونها لعبة محاكات سياسية . كتتمة لسلسلة تروبيكو، فإن هذا الإصدار هو محاولة للعودة إلى جذور هذه السلسلة، حيث يوضع اللاعب في موضع «الـ رئيس» - ديكتاتور يحكم جزيرة جمهورية الموز .
تم إصدار النسخة على نظام التشغيل ( Mac OS X) في 26 يناير 2012، من طرف "فيرال إنتراكتيف"